# Олександра Федорівна (Шарлотта Прусська)
Її́ Імпера́торська Вели́чність, Госуда́риня Імператри́ця Всеросі́йська Олекса́ндра Фе́дорівна, уроджена Фредеріка Луїза Шарлотта Вільгельміна Прусська (нім. Friederike Luise Charlotte Wilhelmine von Preußen; 13 липня 1798, Потсдам — 20 жовтня (1 листопада) 1860, Царське Село) — дружина російського імператора Миколи I і мати імператора Олександра II.

## Життєпис
Фридерика Шарлотта Вільгельміна народилася 13 липня 1798 року і була третьою дитиною і першою донькою прусського короля Фрідріха Вільгельма III і його дружини королеви Луїзи. Вона доводилася сестрою прусським королям Фрідріху Вільгельму IV і Вільгельму I, першому німецькому імператору. Втратила матір в 12 років. Мала загального матрилінійного предка з великою княгинею Оленою Павлівною Романовою.

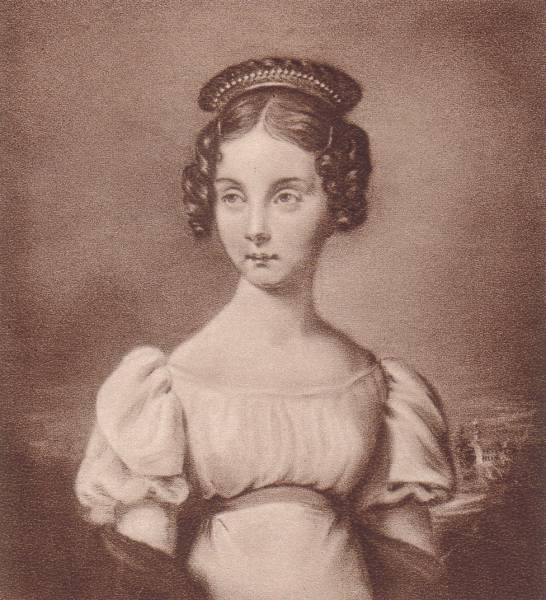
Шарлотта у віці 12 років

Вже в ранній юності принцеса вирізнялася красою і чарівністю. У 1814 році в Пруссії Микола, молодший брат імператора Росії Олександра I, третій з чотирьох синів Павла I, зустрів і закохався в юну дочку короля Фрідріха Вільгельма III Шарлотту.
4 листопада 1815 року в Берліні, під час офіційного обіду було оголошено про заручини принцеси Шарлотти й брата російського царя — царевича і великого князя Миколи Павловича. Вінчання відбулося (1) 12 липня 1817 року, в день народження юної принцеси, в церкві Зимового палацу. Шарлотта Прусська перейшла у православ'я і була наречена новим ім'ям — Олександра Федорівна. Цей шлюб зміцнив політичний союз Росії та Пруссії.
Витончена, дещо худорлява Олександра припала до душі російському двору. З великою симпатією до неї ставилися О. С. Пушкін і В. А. Жуковський, який викладав німецькій принцесі російську мову.
У 1825 році Микола I сходить на престол і Олександра Федорівна стає російською імператрицею.
Вона не відрізнялася завидним здоров'ям, лікарі підозрювали у неї сухоти. І все ж вона пережила свого чоловіка, який помер в 1855 році під час епідемії грипу. Після смерті Миколи I Олександра Федорівна носила титул вдови імператриці.

## Діти

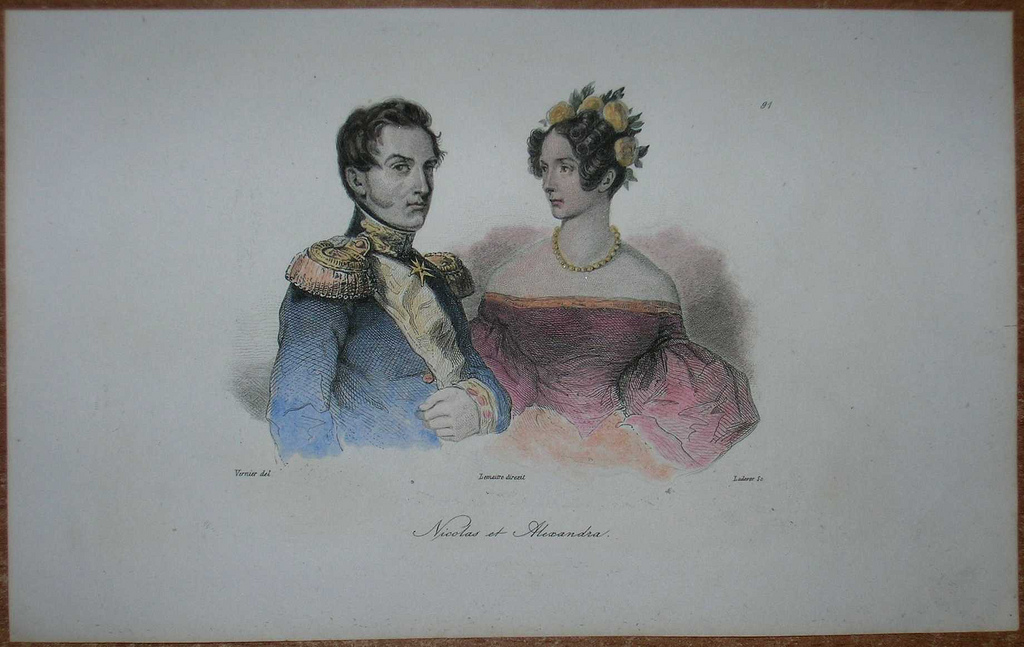
Микола та Олександра після украдання шлюбу в 1817 році

- Олександр Миколайович, майбутній імператор Олександр II (1818—1881), одружений у першому шлюбі з Марією Гессенською і в другому, морганатичному шлюбі, з княжною Катериною Долгоруковою.
- Марія Миколаївна (1819—1876), одружена в першому шлюбі з герцогом Максиміліаном Лейхтенберзьким і в другому, морганатичному шлюбі за графом Григорієм Строгановим.
- Мертвонароджена дівчинка (29 жовтня 1820).
- Ольга Миколаївна (1822—1892), одружена з Вюртемберзьким королем Карлом I, померла бездітною.
- Олександра Миколаївна (1825—1844), одружена з ландграфом Фрідріхом Гессен-Кассельським, померла при пологах через рік після одруження.
- Великий князь Костянтин Миколайович (1827—1892), одружений із принцесою Олександрою Саксен-Альтенбурзькою, залишив потомство.
- Великий князь Микола Миколайович Старший (1831—1891), одружений з принцесою Олександрою Ольденбурзькою, залишив потомство.
- Великий князь Михайло Миколайович (1832—1909), одружений із Цецилією Баденською, залишив потомство.

## У долі та творах Тараса Шевченка

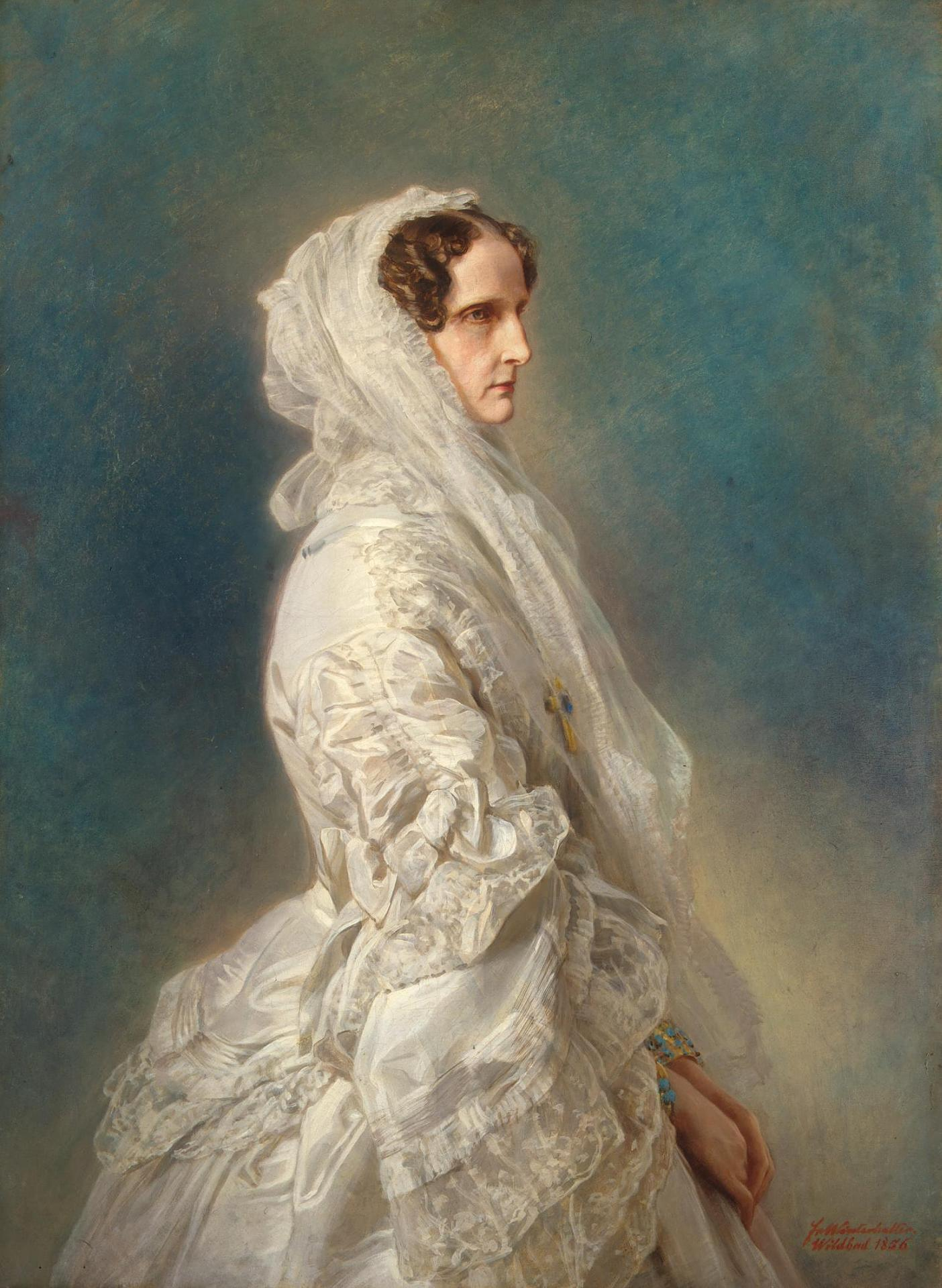
Вдова імператриця Олександра Федорівна. Портрет роботи Франца Вінтерхальтера (1856).

Навесні 1838 року Карл Брюллов і Василь Жуковський вирішили викупити молодого поета Тараса Шевченка з кріпацтва. Енгельгардт погодився відпустити кріпака за великі гроші — 2500 рублів. На той час ця сума була еквівалентна 45 кілограмам чистого срібла. Щоб здобути такі гроші, Карл Брюллов намалював портрет Василя Жуковського — вихователя спадкоємця престолу, і портрет розіграли в лотереї, у якій взяла участь царська родина.
«Царська» лотерея пройшла 14 квітня 1838 року, однак власне царська сім'я внесла лише 1000 рублів (цариця Олександра Федорівна — 400 рублів, Марія Миколаївна — 300 рублів, Олександр Миколайович — 300 рублів), що становило лише сорок відсотків необхідної суми. Крім того, кошти царської родини наійшли тільки 25 квітня — через одинадцять днів після проведення лотереї і через три дні, після того як Шевченко вже був викуплений у свого власника. Формально гроші царської сім'ї у викупі задіяні не були. Схоже, не дочекавшись своєчасного розрахунку, Брюллов, Жуковський і Вієльгорський перепозичити грошей у знайомих або в банку. Існує також версія, що була проведена ще одна лотерея, «не царська», в якій розігрувалася копія портрета, і вона-то, мовляв, і дала відсутню суму.
1844 року Шевченко написав гостро політичну поему «Сон» («У всякого своя доля») з критикою самодержавної системи Російської імперії. Проти цього твору дуже різко виступив Віссаріон Бєлінський, який у листі до Павла Анненкова пише:
«…Наводил я справки о Шевченке и убедился окончательно, что вне религии вера есть никуда негодная вещь. Вы помните, что верующий друг мой говорил мне, что он верит, что Шевченко — человек достойный и прекрасный. Вера делает чудеса — творит людей из ослов и дубин, стало быть, она может и из Шевченки сделать, пожалуй, мученика свободы. Но здравый смысл в Шевченке должен видеть осла, дурака и пошлеца, а сверх того, горького пьяницу, любителя горелки по патриотизму хохлацкому. Этот хохлацкий радикал написал два пасквиля — один на г<осударя> и<мператора>, другой — на г<осударын>ю и<мператриц>у. Читая пасквиль на себя, г<осударь> хохотал, и, вероятно, дело тем и кончилось бы, и дурак не пострадал бы, за то только, что он глуп. Но когда г<осударь> прочел пасквиль на и<мператри>цу, то пришел в великий гнев, и вот его собственные слова: „Положим, он имел причины быть мною недовольным и ненавидеть меня, но ее-то за что?“ И это понятно, когда сообразите, в чем состоит славянское остроумие, когда оно устремляется на женщину. Я не читал этих пасквилей, и никто из моих знакомых их не читал (что, между прочим, доказывает, что они нисколько не злы, а только плоски и глупы), но уверен, что пасквиль на и<мператри>цу должен быть возмутительно гадок по причине, о которой я уже говорил».
Обурення Миколи І викликали такі рядки:
…Цариця- небога, 
Мов опеньок засушений,
Тонка, довгонога,
Та ще, на лихо, сердешне
Хита головою.
Так оце-то та богиня!
Шевченко не вважав себе зобов'язаним царській родині тому в своєму щоденнику 19 червня 1857 р. писав:
"…Бездушному сатрапу и наперснику царя пригрезилось, что я освобожден от крепостного состояния и воспитан на счет царя, и в знак благодарности нарисовал карикатуру своего благодетеля. Так пускай, дескать, казнится неблагодарный. Откуда эта нелепая басня — не знаю. Знаю только, что она мне недешево обошлась. Надо думать, что басня эта сплелась на комфирмации, где в заключении приговора сказано: «Строжайше запретить писать и рисовать».
При цьому Карла Брюлова Шевченко незмінно називав тільки з епітетом «Великий», а Жуковському присвятить поему «Катерина».

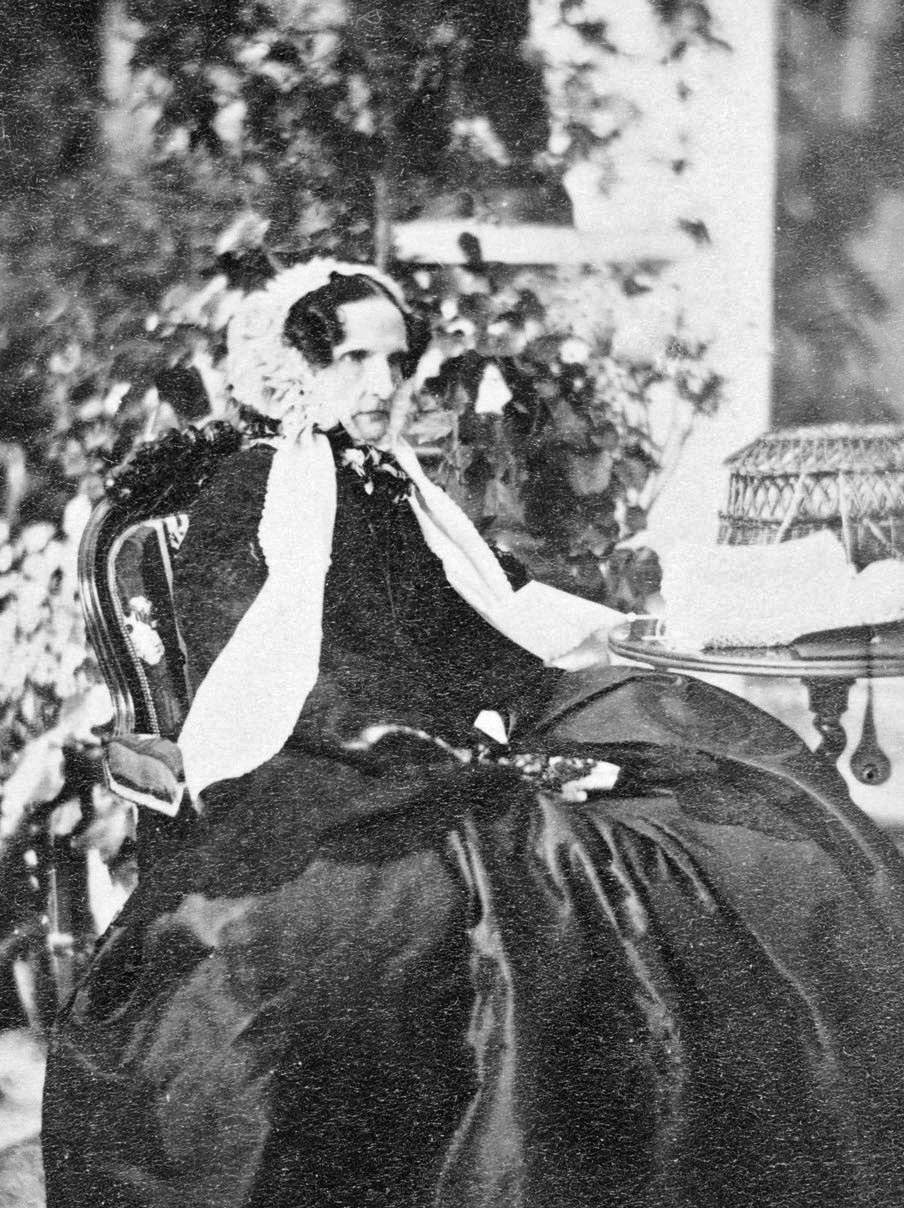
Фотографія вдови імператриці Олександри Федорівни за рік до смерті в 1860 році

Зі смертю цариці Олександри Федорівни пов'язаний зміст твору «О люди! люди небораки!» і підказаний поетові реальною сценою, яку він побачив на вулиці: вихованок дитячого притулку «женуть» до Петропавловського собору вклонитися прахові імператриці. Олександра Федорівна була патроном Відомства установ імператриці Марії, до якого належали дитячі притулки (звідси саркастичні рядки: «Женуть до матері байстрят…»). Народ зустрів смерть імператриці цілком байдуже, тому чиновники «організовули» народну скорботу, що й стало злободенною темою вірша.
Дивлюсь: неначе ті ягнята,
Ідуть задрипані дівчата,
А дід (сердешний інвалід) 
 За ними гнеться, шкандибає, 
 Мов у кошару заганяє 
Чужу худобу. Де ж той світ!? 
 І де та правда!? Горе! Горе! 

Ненагодованих і голих 
 Женуть (последний долг отдать), 
 Женуть до матері байстрят 
 Дівчаточок, як ту отару.

## Нагороди
- Орден Білого Орла
- Орден Луїзи

## Галерея

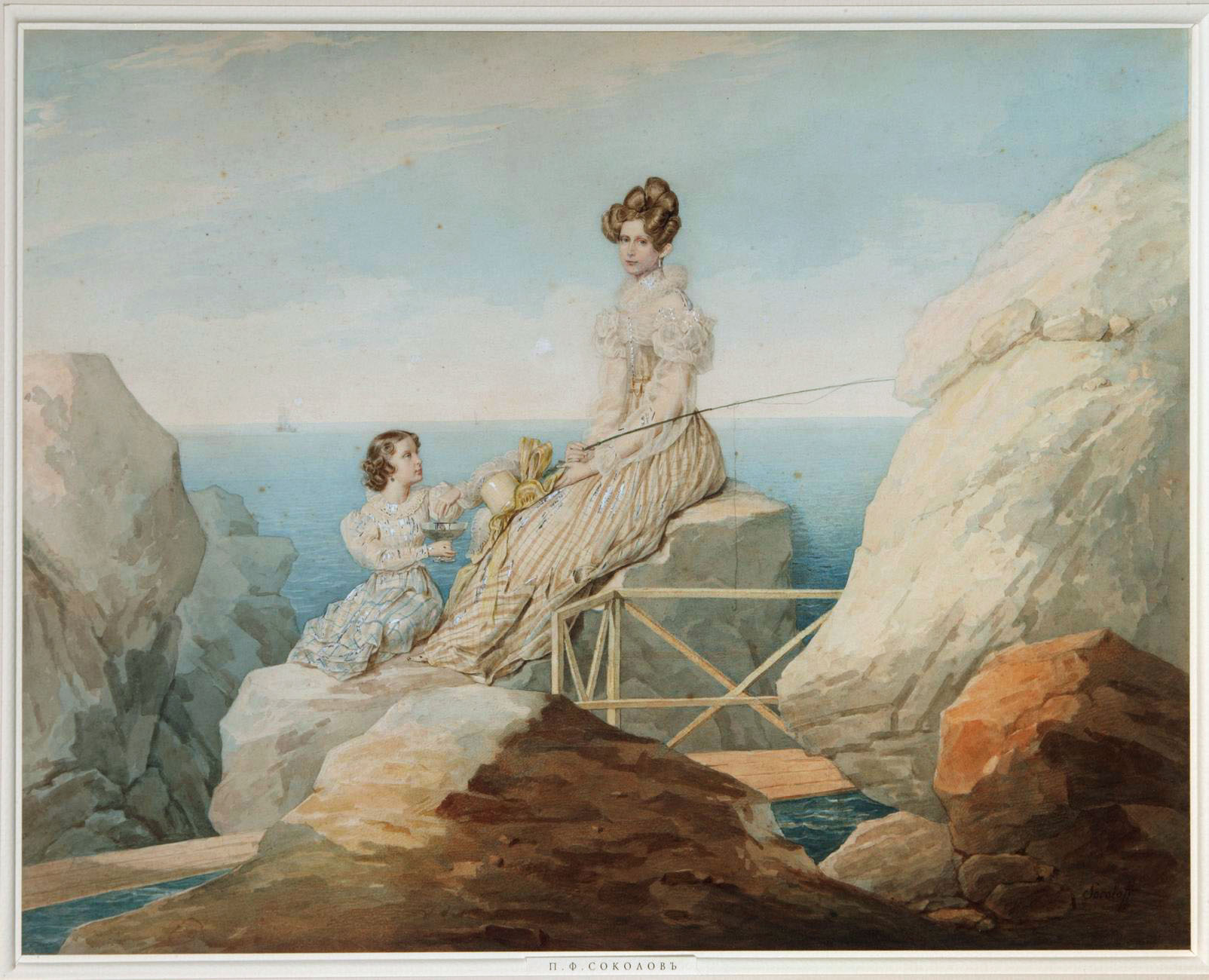
Портрет імператриці. Автор — П.Ф. Соколов
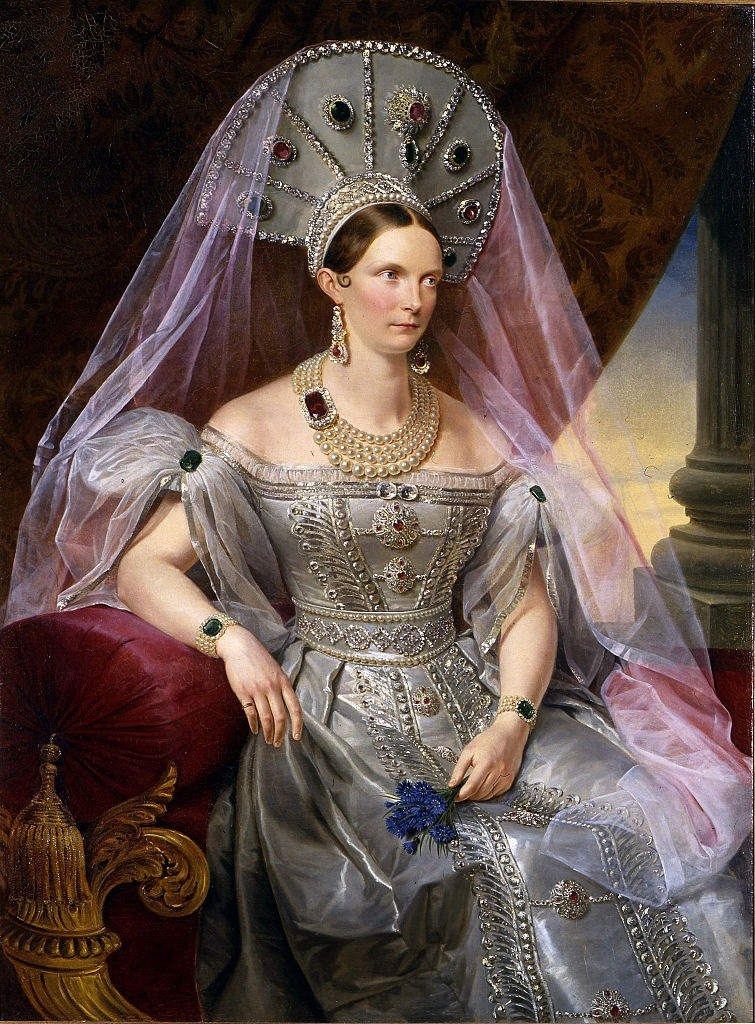
Ермітаж. 1836 рік.
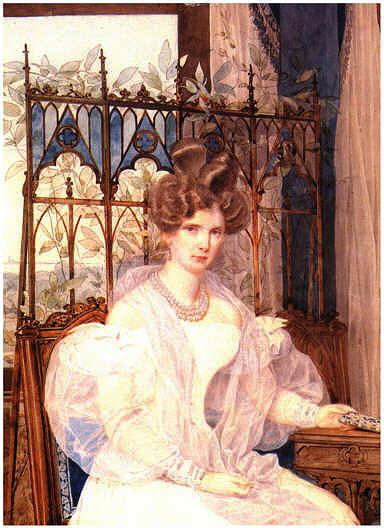
Імператриця. 1830-й рік
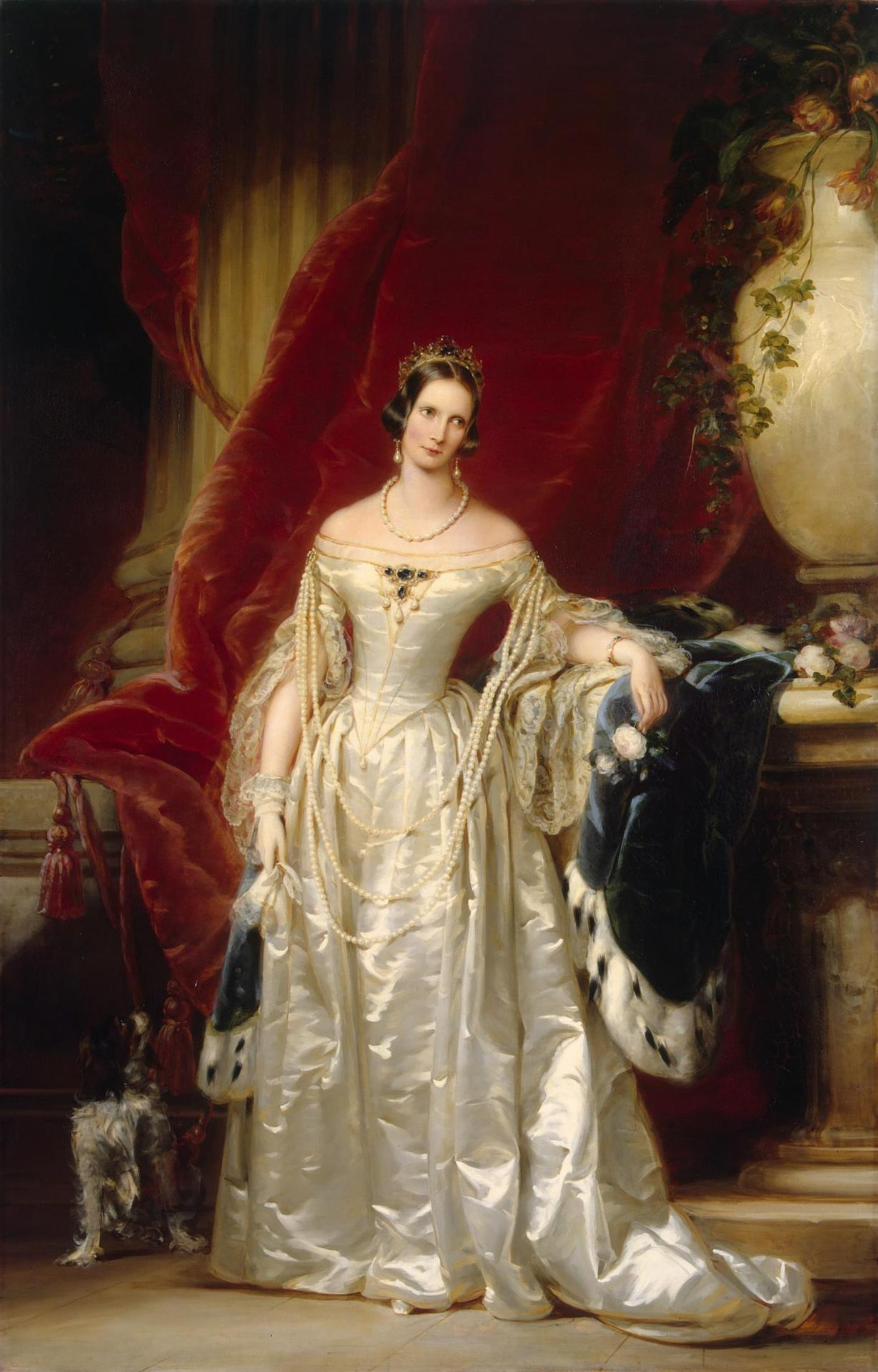
1841-й рік
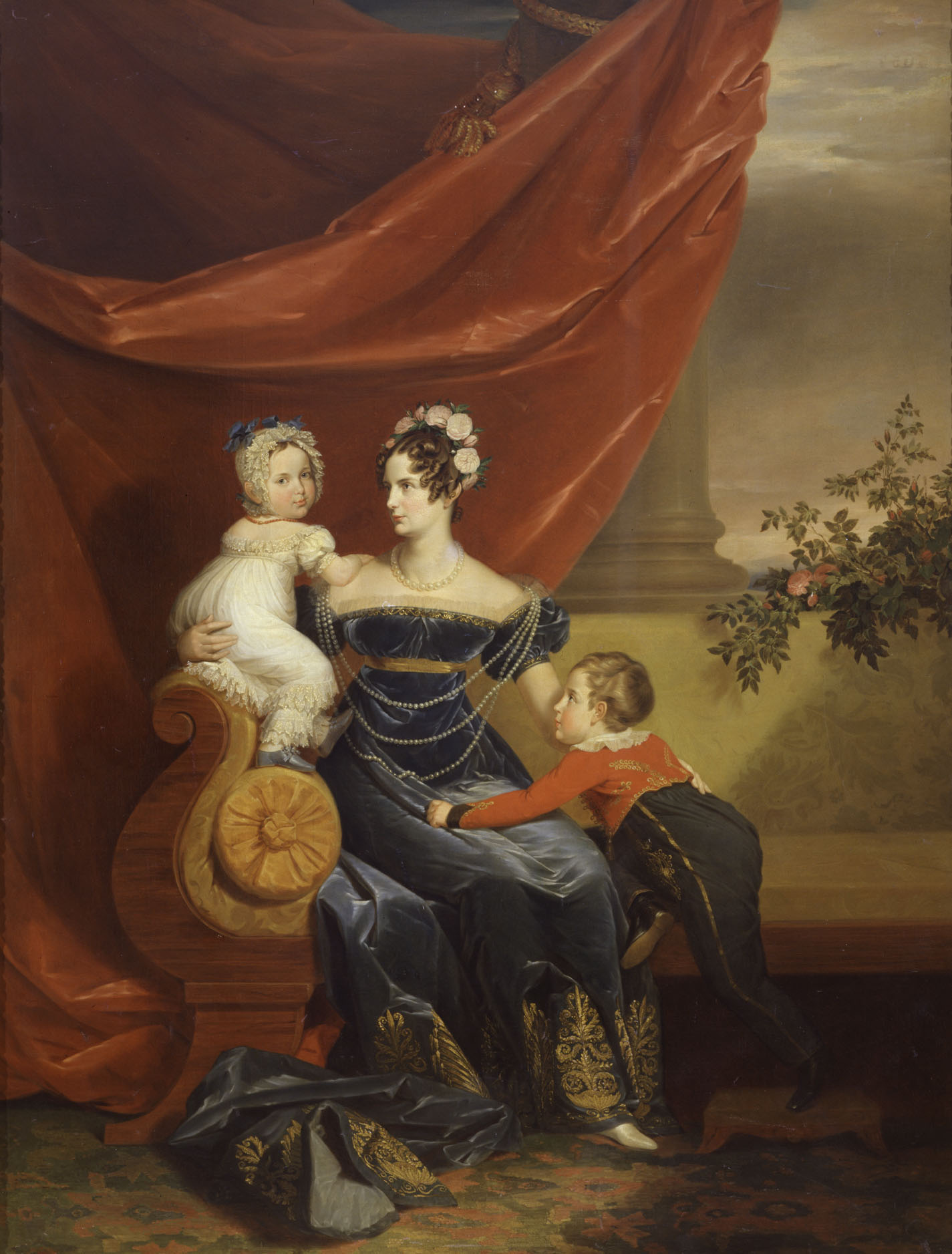
1820-й рік